# Munshausen
Munshausen (luxemburguès Munzen, alemany Munshausen) és una comuna i vila al nord de Luxemburg, que forma part del cantó de Clervaux. Es troba a l'Oesling, a la part luxemburguesa de les Ardenes. Endemés de Munshausen, comprènia les viles de Drauffelt, Marnach, Roder, i Siebenaler, fins a la seva fusió amb la comuna de Clervaux l'1 de gener de 2012.

## Població
| Nacionalitat   | Població | %      |
| -------------- | -------- | ------ |
| luxemburguesos | 637      | 77,97% |
| Forasters      | 180      | 22,03% |
| - portuguesos  | 37       | 4,53%  |
| - francesos    | 9        | 1,10%  |
| - italians     | 6        | 0,73%  |
| - belgues      | 33       | 4,04%  |
| - alemanys     | 26       | 3,18%  |
| - iugoslaus    | 28       | 3,43%  |
| - altres       | 41       | 5,02%  |

## Evolució demogràfica
| Any        | Població |
| ---------- | -------- |
| 15/02/2001 | 817      |
| 01/01/2002 | 832      |
| 01/01/2003 | 849      |
| 01/01/2004 | 911      |
| 01/01/2005 | 887      |